# Lucien Petit-Breton
Lucien Petit-Breton, argentinsko-francoski kolesar, * 18. oktober 1882, Plessé, Loire-Atlantique, † 20. december 1917, Troyes, Aube.
Lucien Petit-Breton se je rodil kot Lucien Georges Mazan v Bretaniji. S šestimi leti se je s starši preselil v Buenos Aires, kjer je prevzel argentinsko državljanstvo. Njegova kolesarska pot se je začela, ko je na loteriji zadel kolo. Njegov oče je želel, da se loti prave službe, zato je Lucien, da bi ga prevaral, za dirke prevzel vzdevek Breton. Kasneje je vzdevku dodal Petit, saj je s tem imenom že tekmoval drug kolesar.
Njegova prva pomembna zmaga je bila na prvenstvu Argentine leta 1900. Dve leti kasneje se je z vpoklicem v francosko vojsko vrnil v Francijo. Leta 1904 je zmagal na 24-urni dirki Bol d'Or, leto kasneje je na velodromu Buffalo postavil nov svetovni rekord v vožnji na eno uro s prevoženimi 41,110 km. Istega leta se je začel udeleževati tudi cestnih dirk in bil peti na dirki po Franciji.
Na Tourih je zmagal dvakrat (1907, 1908) in bil tako prvi, ki mu je uspel ta podvig. Leta 1907 je zmagal še na premierni dirki Milano-San Remo, leta 1908 pa je dobil dirko Pariz-Bruselj. Slednja je bila tudi zadnja pomembna zmaga v njegovi karieri, ki se je končala s prvo svetovno vojno. Pridružil se je francoski vojski in umrl v avtomobilski nesreči na fronti v bližini Troyesa leta 1917.

## Največji uspehi
- 1900: Argentinsko prvenstvo
- 1904: Bol d'Or (24-urna dirka)
- 1905: svetovni rekord na eno uro
- 1906: Pariz–Tours
- 1907: Tour de France (dve etapni zmagi)
- 1907: Milano–San Remo
- 1908: Tour de France (pet etapnih zmag)
- 1908: Pariz–Bruselj
- 1908: dirka po Belgiji (štiri etapne zmage)
- 1909: Dirka po Tarragoni
- 1909: Buffalo-Cup
- 1911: etapna zmaga na dirki po Italiji